# We shall overcome: the Seeger sessions
We shall overcome: the Seeger sessions is het veertiende studioalbum van Bruce Springsteen. Op dit album speelt hij traditionele folkliedjes, samen met een band die hij speciaal heeft geformeerd voor dit album en de daarop volgende tournee. In deze band werd gespeeld op folk- en country-instrumenten zoals accordeon, wasbord en banjo. Dit is het enige album waarop Springsteen geen eigen nummers speelt. De meeste nummers op dit album zijn bekend geworden door de folkmuzikant en activist Pete Seeger.

## Nummers
Het album is verschenen als compact disc, dubbele lp (vinyl) en dual disc (cd en dvd). De dual disc en de American Land-versie bevatten bonustracks, die hieronder worden vermeld. Alle nummers zijn traditionals (schrijver onbekend) behalve als het anders vermeld staat.

### Oorspronkelijke cd
1. Old Dan Tucker – (2:31)
2. Jesse James - (Billy Gasharde) – (3:47)
3. Mrs. McGrath – (4:19)
4. O Mary don’t you weep – (6:05)
5. John Henry – (5:07)
6. Erie Canal – (Thomas S. Allen) – (4:03)
7. Jacob’s ladder – (4:28)
8. My Oklahoma home – (Bill en Agnes “Sis” Cunningham)- (6:03)
9. Eyes on the prize – (traditional, tekst aangepast door Alice Wine) – (5:16)
10. Shenandoah – (4:52)
11. Pay me my money down – (4:32)
12. We Shall Overcome – (reverend Charles Tindley (tekst); bewerkt door Guy Caranwan, Frank Hammilton; Zitphia Horton; Pete Seeger)- (4:53)
13. Froggie went a’ courtin’ – (4:33)

### Bonustracks op de Dual Disc
1. Buffalo gals – (3:12)
2. How can I keep from singing – (Robert Wadsworth Lowry, aangepaste tekst Doris Plenn) – (2:19)

### Bonustracks op de American Land Editie
1. How can a poor man stand such times and live? - (Blind Alfred Reed; aangepaste tekst Bruce Springsteen) – (3:22)
2. Bring ‘em home – (Pete Seeger met aanpassingen van Jim Musselman en onderdelen van When Johny comes marching home) – (3:35)
3. American land – (Bruce Springsteen, geïnspireerd door Andrew Kovaly en Pete Seeger) – (4:44)

## Muzikanten
- Bruce Springsteen – zang, gitaar, mondharmonica, orgel, percussie
- Sam Bardfeld – viool
- Art Baron – tuba
- Frank Bruno – gitaar
- Jeremy Chatzky – contrabas
- Mark Clifford – banjo
- Larry Eagle - drumstel, percussie
- Charles Giordano – orgel,  piano, accordeon
- Ed Manion – saxofoon
- Mark Pender – trompet, achtergrondzang
- Richie "La Bamba" Rosenberg – trombone, achtergrondzang
- Patti Scialfa – achtergrondzang
- Soozie Tyrell – viool, achtergrondzang

## Productie
Dit album is geproduceerd door Bruce Springsteen en Jon Landau. De liedjes werden opgenomen in de huisstudio van Springsteen. Aan de opnames is meegewerkt door:
- opnames: Tony Scott (met assistentie van Kevin Buell en Ross Peterson)
- mastering: Bob Ludwig
- mixing: Bob Clearmountain (assistent Brandon Duncan)
- ontwerp albumhoes: Chris Austopchuck, Michelle Holmes, Meghan Foley
- fotografie: Danny Clinch

## Waardering
De Amerikaanse site AllMusic waardeerde dit album met vier en een halve ster (het maximaal aantal is vijf).
Het album kreeg in 2006 een Grammy Award voor het beste traditionele folk album.
De plaat behaalde een derde plaats in de albumlijst in het Verenigd Koninkrijk en de Verenigde Staten en in Nederland een tweede plek.
E Street Band: Bruce Springsteen · Roy Bittan · Nils Lofgren · Patti Scialfa · Garry Tallent · Steven Van Zandt · Max Weinberg
Jake Clemons · Charles Giordano · Soozie Tyrell
Voormalige leden: Ernest Carter · Clarence Clemons · Danny Federici · Vini Lopez · David Sancious
Voormalige tourmuzikanten:
Everett Bradley · Barry Danielian · Clark Gayton · Curtis King · Suki Lahav · Ed Manion · The Miami Horns · Cindy Mizelle · Michelle Moore · Tom Morello · Curt Ramm · Jay Weinberg